# Cleveland Browns 1967
La stagione 1967 dei Cleveland Browns è stata la 18ª della franchigia nella National Football League, la 22ª complessiva. La squadra terminò con un record di 9-5, sufficiente per vincere la NFL Century Division. I Browns persero nella finale della Eastern Conference contro i Dallas Cowboys per 52-14. Questa fu l'ultima stagione del placekicker Lou Groza, l'ultimo giocatore rimasto dalla prima annata nel 1946.

## Calendario
| Stagione regolare |              |                        |           |          |
| Turno             | Data         | Avversario             | Risultato | Pubblico |
| 1                 | 17 settembre | Dallas Cowboys         | S 14–21   | 81,039   |
| 2                 | 24 settembre | at Detroit Lions       | S 14–31   | 57,383   |
| 3                 | 1 ottobre    | at New Orleans Saints  | V 42–7    | 77,045   |
| 4                 | 7 ottobre    | Pittsburgh Steelers    | V 21–10   | 82,949   |
| 5                 | 15 ottobre   | St. Louis Cardinals    | V 20–16   | 77,813   |
| 6                 | 22 ottobre   | Chicago Bears          | V 24–0    | 83,183   |
| 7                 | 29 ottobre   | at New York Giants     | S 34–38   | 62,903   |
| 8                 | 5 novembre   | at Pittsburgh Steelers | V 34–14   | 47,131   |
| 9                 | 12 novembre  | at Green Bay Packers   | S 7–55    | 50,074   |
| 10                | 19 novembre  | Minnesota Vikings      | V 14–10   | 68,431   |
| 11                | 26 novembre  | Washington Redskins    | V 42–37   | 72,798   |
| 12                | 3 dicembre   | New York Giants        | V 24–14   | 78,594   |
| 13                | 10 dicembre  | at St. Louis Cardinals | V 20–16   | 47,782   |
| 14                | 17 dicembre  | at Philadelphia Eagles | S 24–28   | 60,658   |

### Playoff
| Playoff            |             |                   |           |        |                   |          |         |
| Turno              | Data        | Avversario        | Risultato | Record | Stadio            | Pubblico | Sintesi |
| Eastern Conference | 24 dicembre | at Dallas Cowboys | S 14–52   | 0–1    | Cotton Bowl       | 70,786   | Recap   |
| Playoff Bowl       | 7 gennaio   | Los Angeles Rams  | S 6–30    | 0–2    | Miami Orange Bowl | 37,102   |         |

## Classifiche
| NFL Century         |   |   |   |      |       |       |     |     |     |
|                     | V | S | P | %    | CONF  | DIV   | PF  | PS  | STR |
| Cleveland Browns    | 9 | 5 | 0 | .643 | 5–1   | 7–3   | 334 | 297 | S1  |
| New York Giants     | 7 | 7 | 0 | .500 | 5–1   | 7–3   | 369 | 379 | V1  |
| St. Louis Cardinals | 6 | 7 | 1 | .462 | 1–4–1 | 4–5–1 | 333 | 356 | S2  |
| Pittsburgh Steelers | 4 | 9 | 1 | .308 | 0–5–1 | 1–8–1 | 281 | 320 | V1  |

Note: I pareggi non venivano conteggiati ai fini della classifica fino al 1972.